# Vexillum scitulum
Vexillum (Costellaria) scitulum là một loài ốc biển nhỏ, là động vật thân mềm chân bụng sống ở biển trong họ Costellariidae.

## Miêu tả
Loài này có kích thước giữa 10 mm and 36 mm

## Phân bố
Chúng phân bố ở Vịnh Ba Tư, in the Ấn Độ Dương dọc theo Madagascar, Mozambique và in Biển Trung Quốc.